# Skepplanda socken
Skepplanda socken i Västergötland ingick i Ale härad, ingår sedan 1974 i Ale kommun och motsvarar från 2016 Skepplanda distrikt. Sockenkyrka är Skepplanda kyrka.
Socknens areal är 95,78 kvadratkilometer varav 92,87 land. År 2000 fanns här 4 029 invånare.

## Administrativ historik
Socknen har medeltida ursprung. 
Vid kommunreformen 1862 övergick socknens ansvar för de kyrkliga frågorna till Skepplanda församling och för de borgerliga frågorna bildades Skepplanda landskommun. Landskommunen utökades 1952 och uppgick 1974 i Ale kommun. Församlingen uppgick 2010 i Skepplanda-Hålanda församling.
1 januari 2016 inrättades distriktet Skepplanda, med samma omfattning som församlingen hade 1999/2000.
Socknen har tillhört län, fögderier, tingslag och domsagor enligt vad som beskrivs i artikeln Ale härad. De indelta soldaterna tillhörde Västgöta regemente, Barne kompani och de indelta båtsmännen tillhörde Västergötlands båtsmanskompani..

### Roteindelning
I roteindelningen ingick inte bara byar utan även enskilda gårdar, torp och bebodda utmarker. Samtliga dessa gårdar, torp och utmarker är inte fortfarande bebyggda och bebodda. De platser som idag inte klassas av Lantmäteriet som bebyggelse är satta inom parentes. Den militära roteindelningen upphörde 1901 då Indelningsverket avskaffades.
- Båstorps rote: Alvhem, Båstorp, Gullringen, Ramstorp, (Valered), (Videkärr).
- Fors rote: Fors, (Grönköp), Högstorp, Skönningared, Tokatorp, Vadbacka (ingår i tätorten Skepplanda).
- Grönnäs rote: Frövet, Grönnäs, Kattleberg.
- Gunntorps rote: Billingsdal, Gunntorp, Heden, Hult, Ljusevatten, Skogstorp, Sålanda, Uddetorp.
- Ryks rote: Färdsle, Glömsten, (Hulan), (Högsjön), Kopparhult, (Lersjöås), Prästgården (ingår i tätorten Skepplanda), Ryk, (Raddegården (ingår i Ryk)), Skepplanda, (Skogen), Stenkullen, (Svedjan).
- Skårs rote: Blinneberg, Mökhult, Kullen, Lid, Rapenskår, Röserna, Skår, Slittorp, Tussebo.

## Geografi och natur
Skepplanda socken ligger väster om Alingsås och sjön Mjörn med Göta älv i väster. Socknen har odlingsbygd i älvdalen och dalgångarna runt Grönån med biflödet Forsån och är i övrigt en skogsbygd. Tätorter i socknen är kyrkbyn Skepplanda samt Alvhem mellan E45 och Norge/Vänerbanan.
I Skepplandadalens fond vilar de båda bergen Angertuvan (149 m ö.h.) och Rapungaberget (116 m ö.h.) i norr på gränsen till Hålanda socken. I öster finns det glesbefolkade vildmarksområdet Risvedens södra del, och tio naturreservat inom socknen: Trehörningen (Risvedens naturreservat etapp 1), som delas med Östads socken i Lerums kommun, ingår i EU-nätverket Natura 2000. Till samma kategori hör Bergsjön (Risvedens agkärr), Kroksjön (Risvedens naturreservat etapp 2) och Slereboåns dalgång, medan Ekliden och Kvarnsjöarna är kommunala naturreservat. Alla förvaltas av Västkuststiftelsen, som även har hand om Natura 2000-området Rapenskårs lövskogar i Grönåns dalgång utanför Risveden. 2016 beslutades om de kommunala naturreservaten Färdsleskogen, Iglekärr och Risvedens vildmark och 2017 tillkom Skårs naturreservat i samma kategori, alla i Risveden.
De största insjöarna är Valsjön, Stora Kroksjön och Stora Ljusevatten medan Grosjön delas med Starrkärrs socken som har större delen av sjön.
Parallellt med Göta älv löper Bergslagsbanan (nu Norge/Vänerbanan) och E45. Vid Bergslagsbanan fanns till 1970 Alvhems station och före andra världskriget hållplatsen Örnäsberget intill byn Båstorp mellan Älvängen och Alvhem.
En sätesgård var Alvhems kungsgård. Ale härads tingsställen fanns vid Grönnäs 1647-1675 och Kattleberg 1675-1885. Före freden i Roskilde 1658 fanns en tullstation vid gården Hamnen norr om Älvängen. Gästgiverier fanns vid Kattleberg, Grönnäs (tillfälligt 1652–1674, ersatt av Kattleberg) och Vadbacka. Efter många år som bl.a. småskola och klubbstuga för Skepplanda BTK var Vadbacka gästgiveri under ett antal år åter krog, men är det inte längre sedan 2017.
1865 delades socknen in i fem skolrotar: Glömsten, Uddetorp, Högstorp, Ramstorp och Skår. I själva kyrkbyn fanns kyrkskolan från 1849 som tjänstgjorde som småskola och folkskola. Denna skola togs ur bruk 1964 och är nu förskola. Skolhus byggdes i Ramstorp 1866 samt i Uddetorp och Skår 1867. Glömsten fick inget skolhus. Högstorps rote hyrde in sig i Vadbacka gästgiveri. Uddetorps skola brann ner redan 1879 och ersattes av en ny skola i Sålanda 1881. 1883 byggdes skolan i Ramstorp till så att det blev skilda salar för småskolan och folkskolan. 1912 ersattes denna av ett nytt skolhus som revs under 00-talet för att ge plats för E45-ans nya sträckning. 1904 fick Skår ett nytt skolhus, det äldre huset flyttades till Fors där det blev småskola. Denna revs 1969 för att ge plats för den nya vägen. 1924 byggdes en ny skola i Sålanda dit folkskolan flyttade medan småskolan fanns kvar i den äldre byggnaden. 1928-1953 fanns en skola i Hålan, en av socknens mest avlägsna byar. När Garnvindeskolan i Skepplanda invigdes 1965 togs alla byskolor ur bruk.
Den medeltida ridvägen mellan Lödöse och Skara sträckte sig genom norra delen av Skepplanda socken. Hålvägar är fortfarande synliga vid hemmanet Mökhult och i naturreservatet Slereboåns dalgång nära byn Röserna.

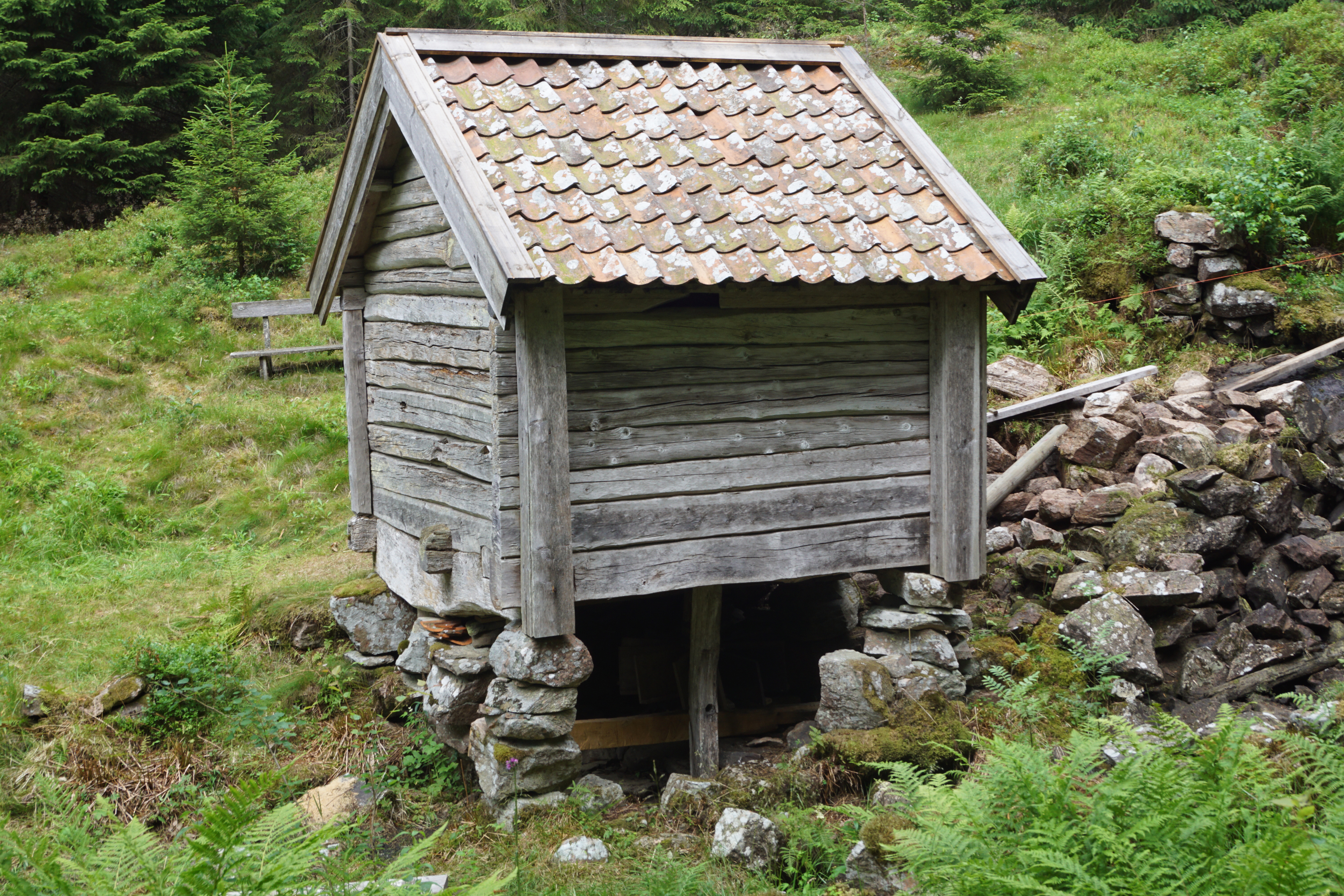
Björns kvarn, en skvaltkvarn med anor från 1500-talet.
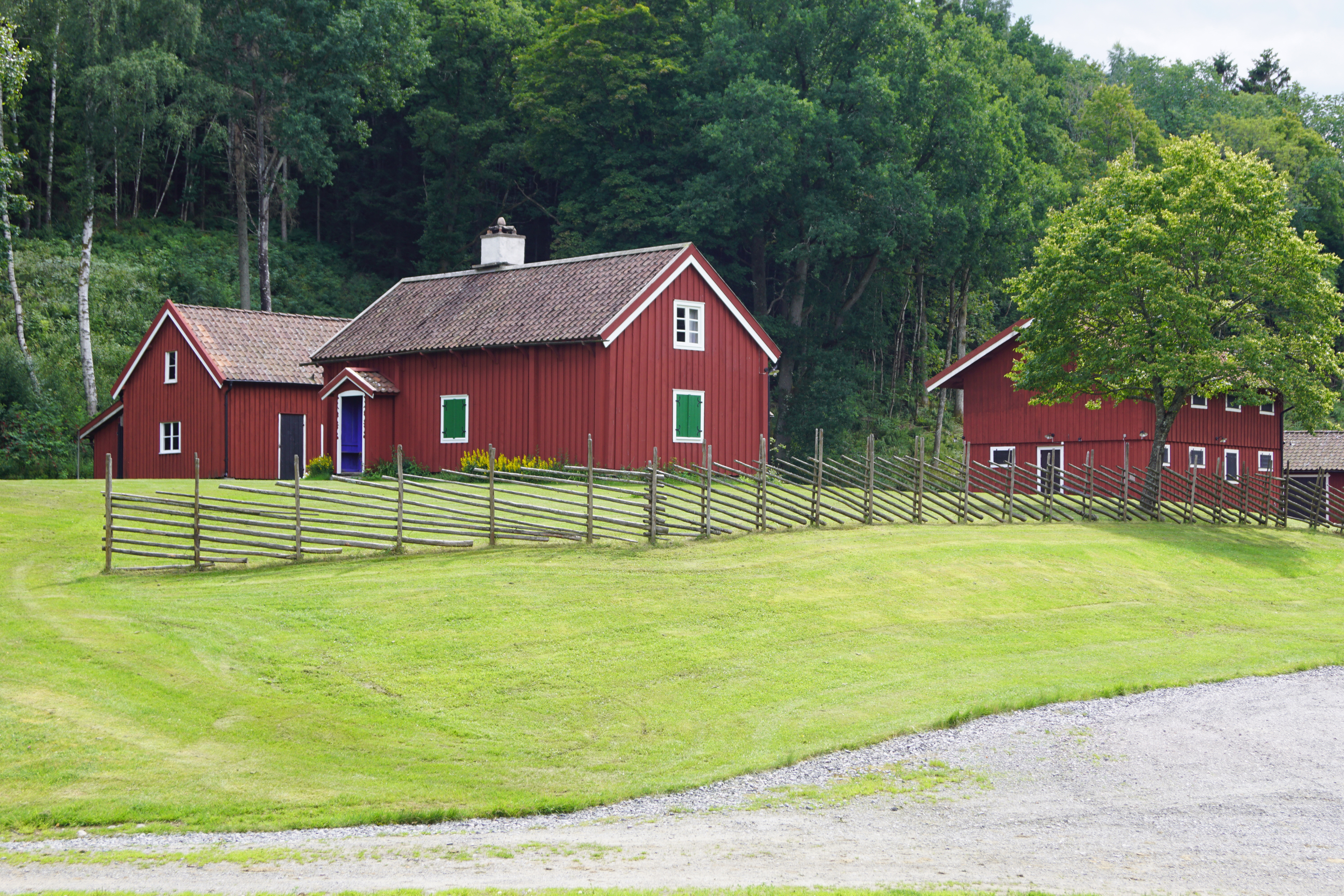
Skepplanda hembygdsgård med sockenmagasinet.
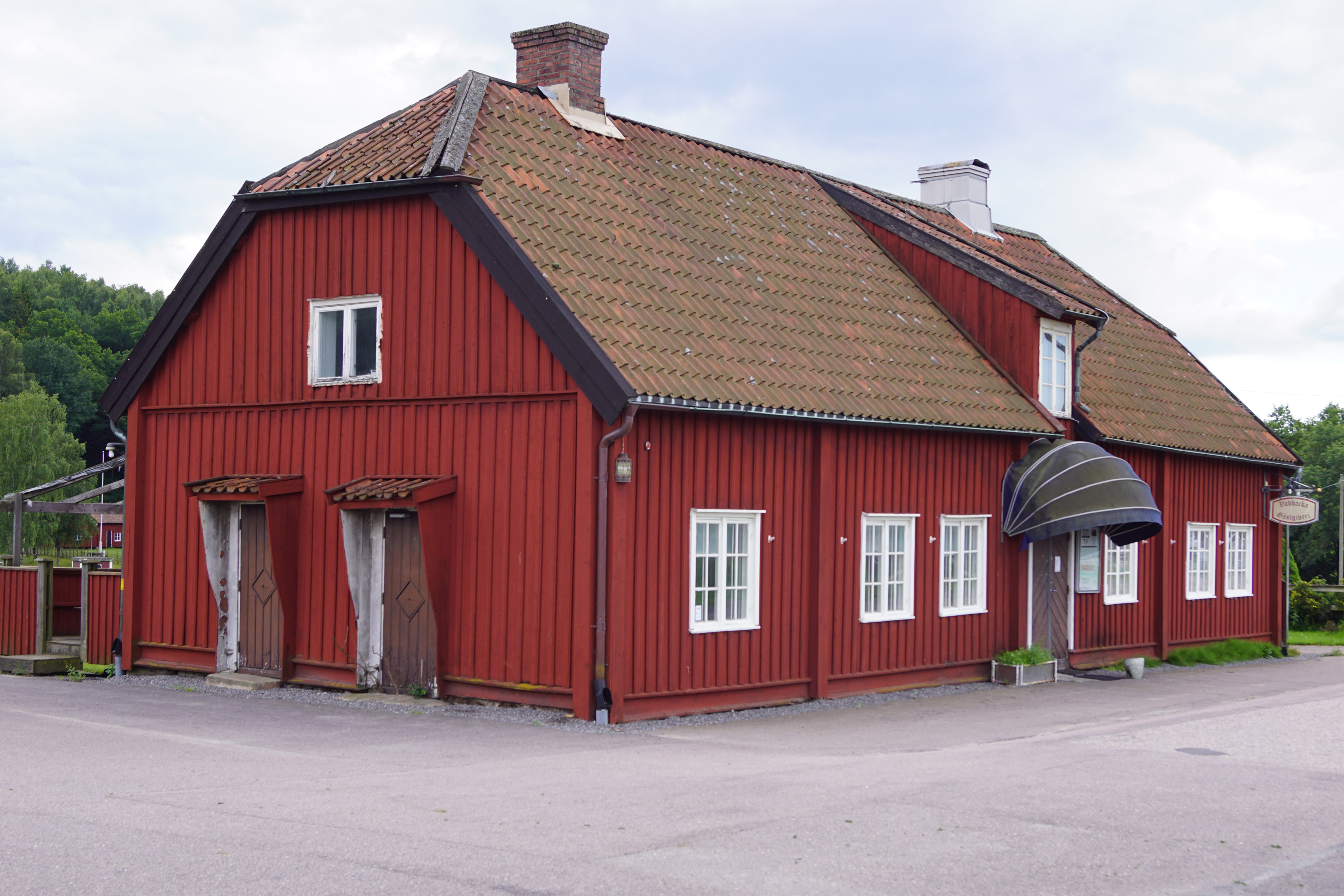
Vadbacka gästgiveri.
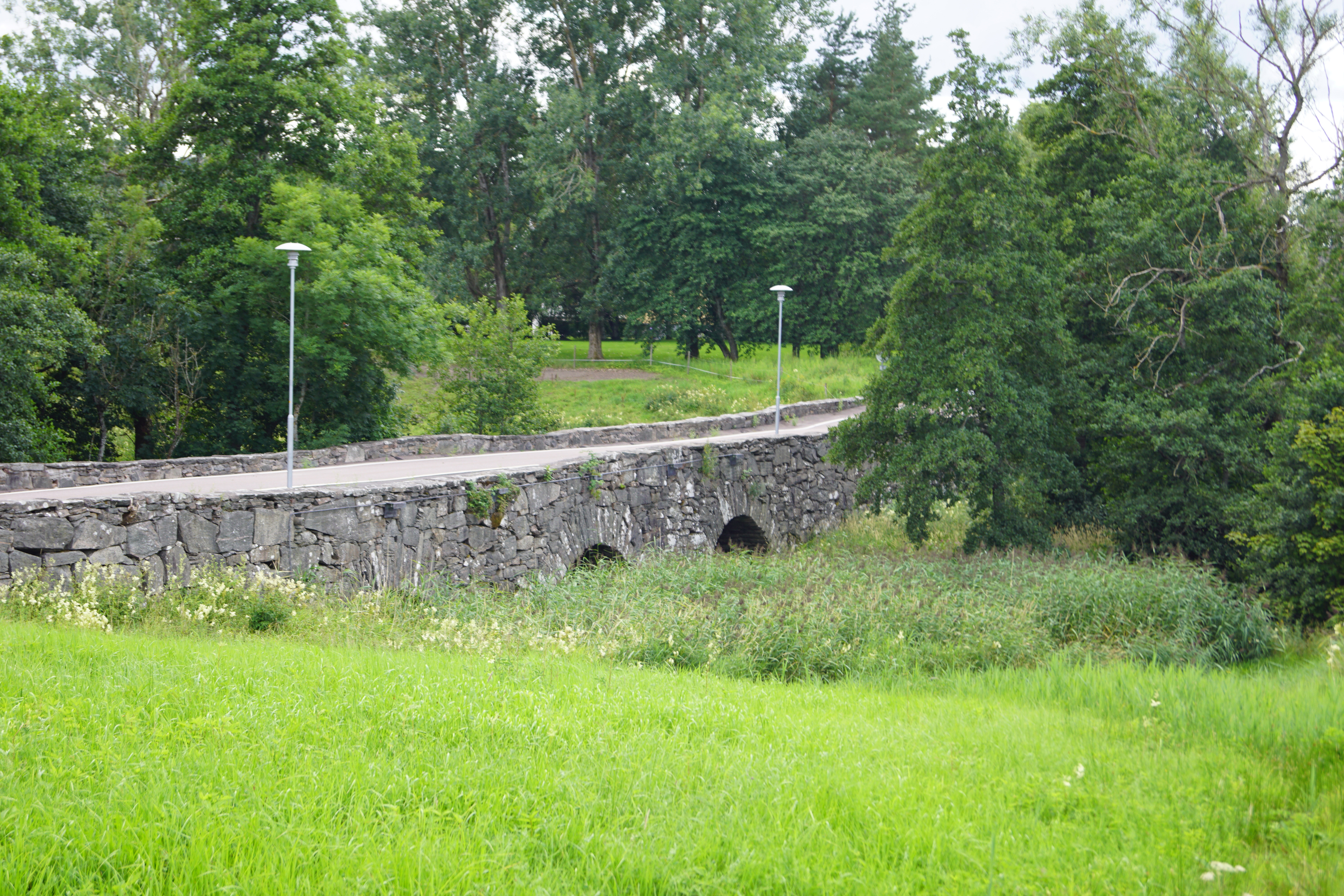
Vadbackabron från 1700-talet.

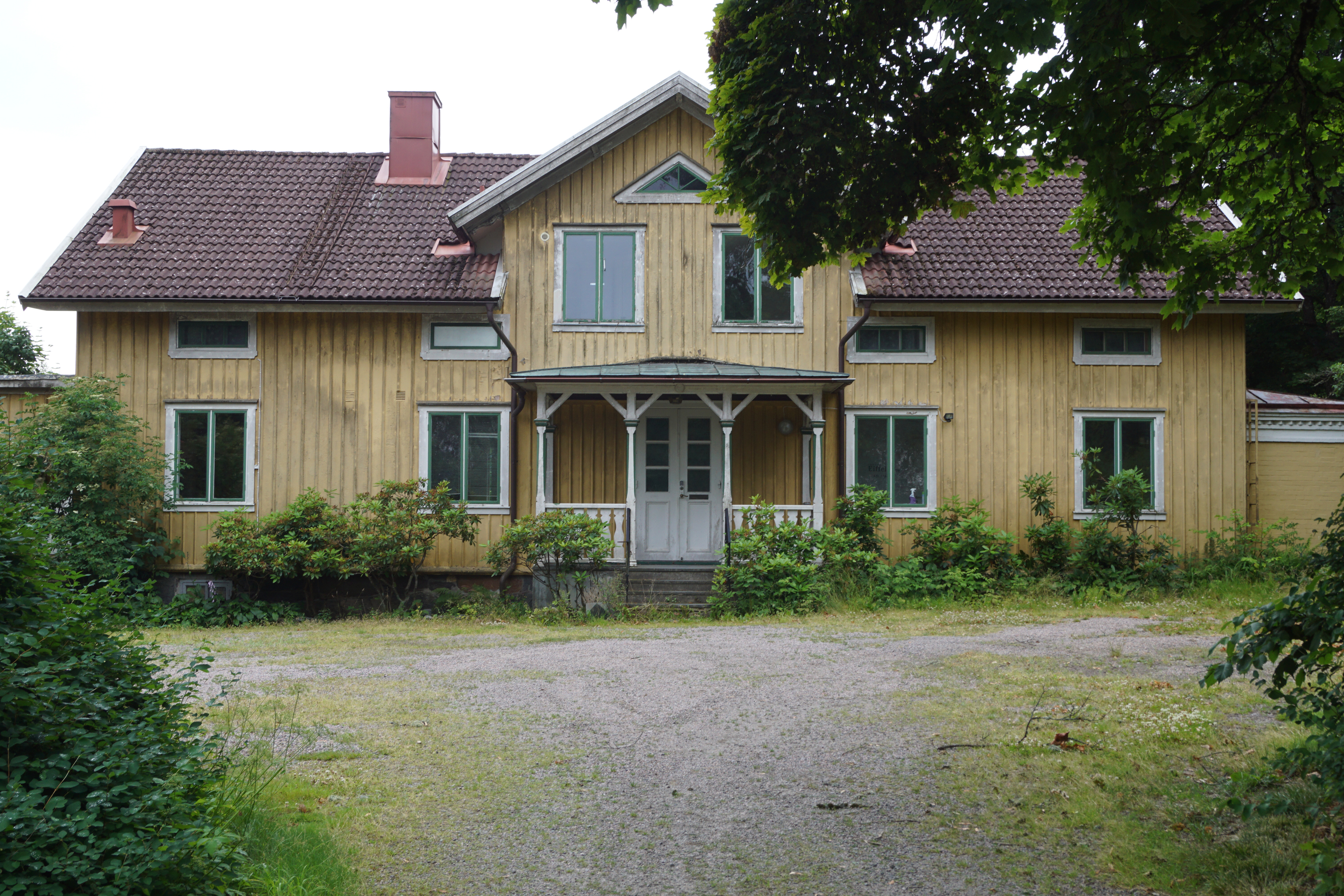
Skepplanda prästgård under renovering och ombyggnad.
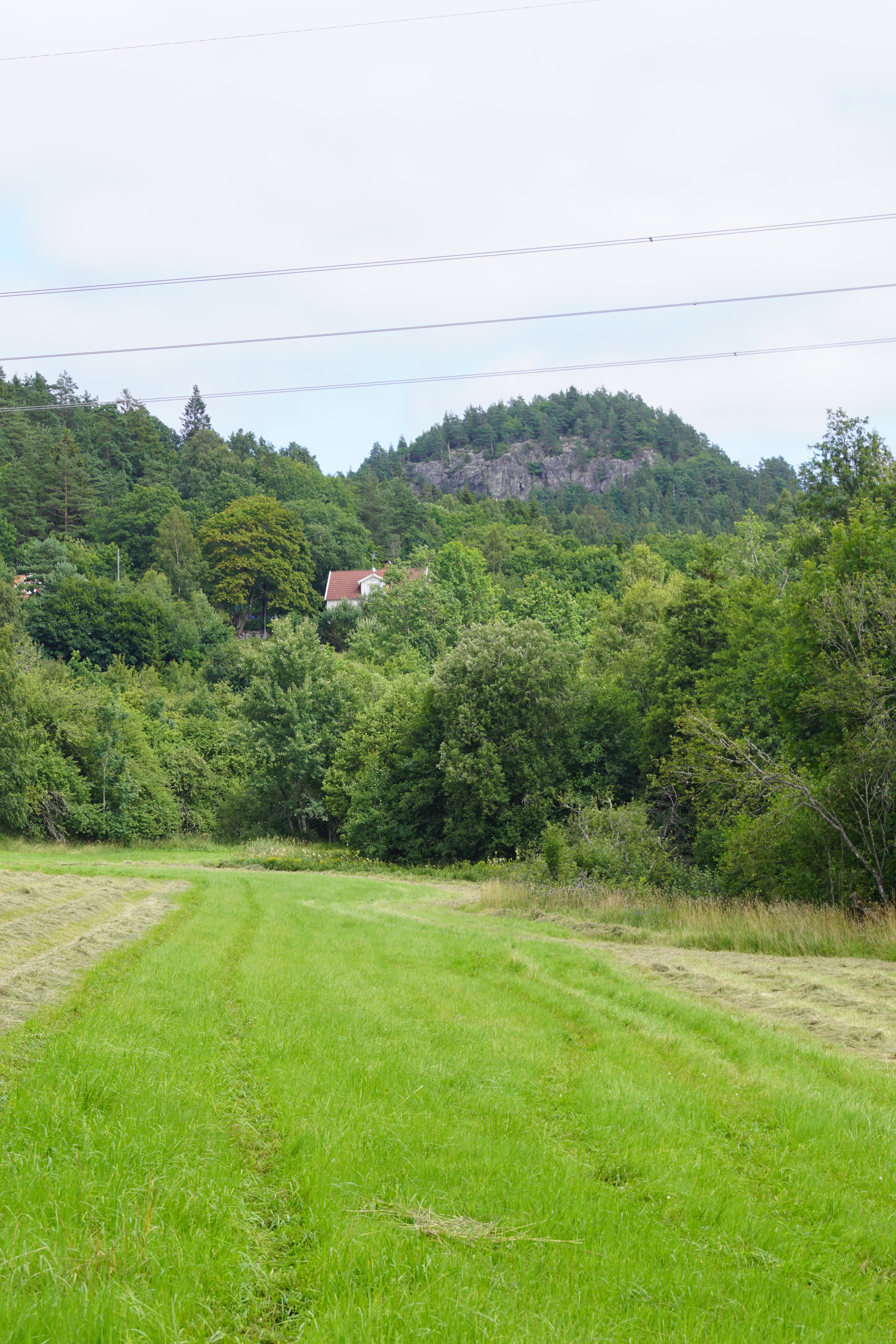
Angertuvan.
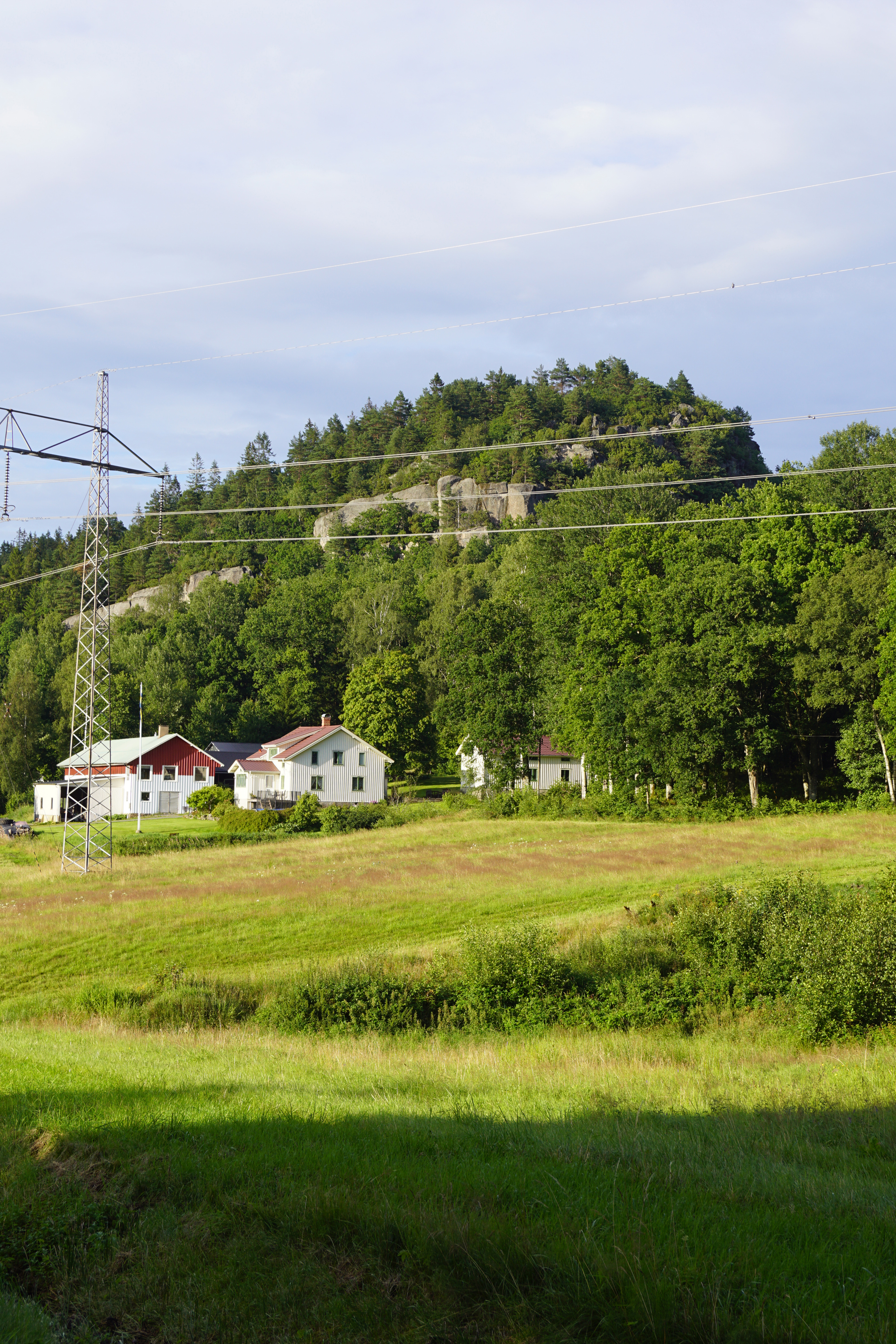
Rapungaberget.
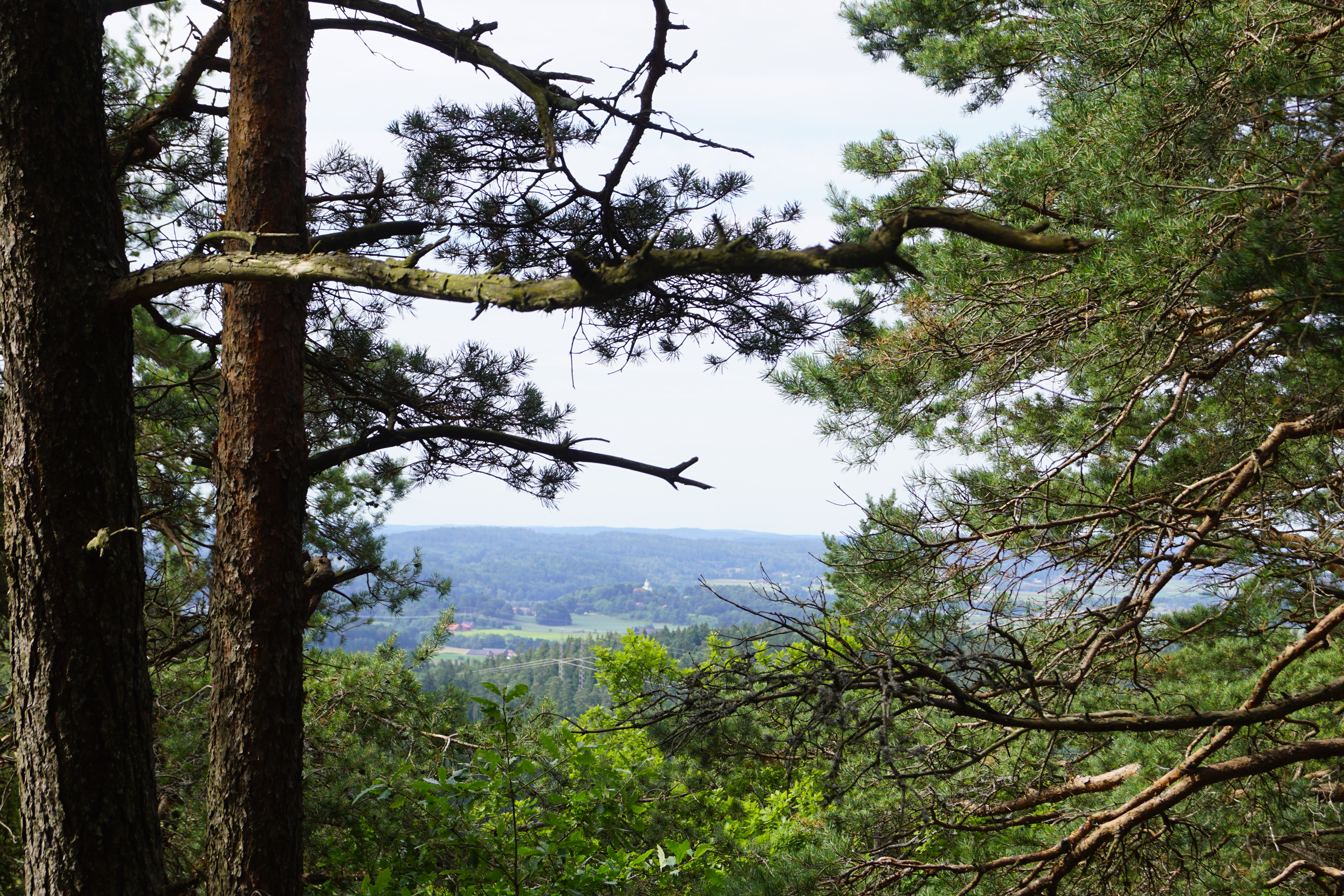
Skepplandadalen sedd från Angertuvan.

## Fornlämningar

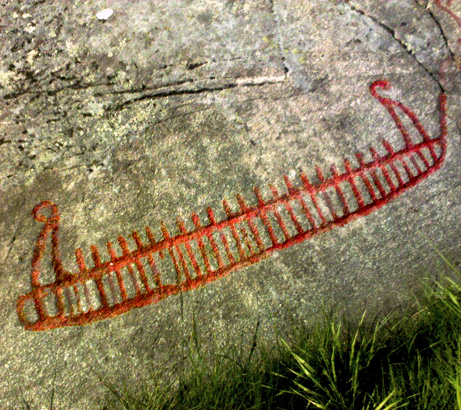
Hällristning vid Jätteberget.

Några boplatser och sju hällkistor från stenåldern är funna. Från bronsåldern finns gravrösen, skålgropsförekomster och hällristningar. Från järnåldern finns nio gravfält och tre fornborgar.
Fornborgarna finns på topplatåerna av Angertuvan och Rapungaberget samt på Örnäsberget vid älven. Nära kyrkbyn finns tre hällristningar med sammanlagt tiotalet skepp. På Lödöse museum finns silverskatten från Lid. Den hittades 1853 och är daterad till järnåldern.

## Befolkningsutveckling
Socknens befolkning ökade stadigt från år 1750, då invånarantalet var så lågt som 1 327, fram till 1860-talet. År 1866 hade socknen 3 216 invånare. Därefter minskade befolkningen i drygt hundra år för att år 1962 vara som lägst, 1 449 invånare. Kommunpolitikerna i dåvarande Skepplanda landskommun hade i många år med oro sett på befolkningsminskningen, som till stor del berodde på omställningen inom jordbruket, och bestämde i början av 1960-talet att lägga ut byggnadsplaner i Skepplanda och Alvhem. Under 1960-talet lockade den dåvarande landskommunen till sig en del småindustrier. Byggnationen i Skepplanda kyrkby av villor och radhus började ta fart från mitten av 1960-talet vilket innebar att invånarantalet för första gången på hundra år ökade. År 1970 uppgick befolkningen till 2 142 invånare. Från 1970 till 1974 skedde en nybyggnation av 460 bostäder vilket ledde till att Skepplanda socken årsskiftet 1974/1975 hade 3 515 invånare. Befolkningsökningen har därefter varit måttlig. År 2006 uppgick befolkningen till ca 4 200 invånare.

## Namnet
Namnet skrevs på 1400-talet Skipplanda och kommer från kyrkbyn. Efterleden innehåller land. Förleden innehåller skip, "skepp" eller möjligen Skipvidh(a) syftande på en virkestäkt till fartyg.

## Personer från bygden
- Johan Magnus Björkman, riksdagsman
- Peter Eriksson, fotbollsspelare
- Stefan Lövgren, handbollsspelare
- Elof Nilsson, riksdagsman